# Nadia Bochi
Nadia Bochi (São Paulo, 10 de outubro de 1980) é uma jornalista e apresentadora de televisão brasileira.   

## Biografia
A repórter iniciou sua carreira aos dezessete anos de idade, na HBO. No canal, era responsável pela produção e edição do programa Plug. Daí partiu para a Rede Globo, onde trabalhou por seis meses como estagiária até ser contratada como a mais jovem editora da emissora. 
Um ano depois, foi para o jornal SPTV, ainda como editora. Sua estreia como repórter foi na TV TEM, emissora afiliada da Rede Globo em São José do Rio Preto. Do interior diretamente para a capital, Nadia conquistou uma vaga como repórter no programa Ação, apresentado por Serginho Groisman. Pouco tempo depois foi convidada por Caco Barcellos e Marcel Souto Maior para gravar o piloto de um programa de jornalismo investigativo no qual os repórteres mostrariam diferentes ângulos da mesma notícia. Nadia foi parte integrante da primeira fase do Profissão Repórter, quando ele ainda era um quadro do Fantástico.
Em 2007 Nadia foi convidada por Ana Maria Braga para ser repórter especial do programa Mais Você, função que exerce até hoje. No quadro "Tem Visita", viaja o Brasil conhecendo pequenas cidades e se hospedando de surpresa na casa de pessoas anônimas. Já no quadro "Na Estrada", viaja ao lado de Jimmy para destinos turísticos não convencionais.